# Sottrazione di minorenne

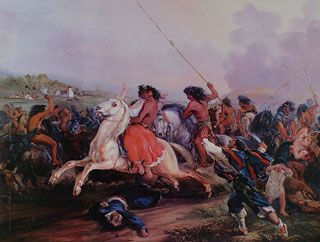
El Malón, Johann Moritz Rugendas (1802-1858). Il quadro ritrae una donna che subisce il rituale del malón.

Nel diritto penale, la sottrazione di minorenne si riferisce alla custodia o al trasporto di una persona, di età inferiore agli anni 18, contro la sua volontà, solitamente per porre quella persona in un luogo nascosto e, comunque, senza alcuna autorità stabilita per legge. Le motivazioni possono spaziare dalla richiesta di un riscatto o in prospettiva di un altro crimine o in concomitanza con una questione aperta sull'affido dei figli.
Oggigiorno si registra un incremento di rapimenti di minori in seguito a separazioni o divorzi quando uno dei genitori desidera tenere per sé il figlio nonostante quanto stabilito dall'autorità giudiziaria. In alcuni paesi, ad esempio negli Stati Uniti, il fatto non costituisce reato se il minorenne è consenziente.
Nel lessico corrente, il rapimento o il sequestro di persona o di un minorenne è spesso fatto rientrare nella medesima categoria, particolarmente quando è finalizzato alla custodia dello stesso da parte di uno dei genitori. In tal caso si ricorre maggiormente al termine "sottrazione di minorenni".

## La sottrazione di minori in Italia
A differenza dei sistemi penali anglosassoni, il reato previsto dagli artt. 573 e 574 c.p. sussiste quando l'agente ponga in essere la sottrazione senza il consenso di uno dei due genitori (potestà genitoriale) a meno che il fatto non avvenga allo scopo di tutelare il minore da un'eventuale condotta pregiudizievole; ciò perché il legislatore italiano considera sempre superiore l'interesse del minore. 
I genitori, eventualmente, possono affidare il minore a terzi nell'ambito della cerchia parentale oppure custodirlo nella prospettiva di un matrimonio qualora il minore abbia compiuto il sedicesimo anno e sia stato sentito il proprio parere favorevole al negozio.
La sottrazione si differenzia dal sequestro (art. 605 c.p.) che prevede un'aggravante specifica se compiuto in danno del minore, in particolare tramite l'uso di violenza o minaccia, anche da parte del genitore.

## La sottrazione di minori nel resto del mondo
In tutti i casi dove si riscontra la scomparsa di minori, si evince una carenza palese del consenso del soggetto. Una considerazione, però, merita il discorso sull'età anagrafica. Si presume, infatti, che un minore sia titolare di una capacità giuridica oltre che della capacità di intendere e di volere. Ciò significa che l'assenza di consenso può diventare una discriminante per valutare l'età del minore specialmente in vista di decisioni cruciali da parte dell'autorità giudiziaria. 
Anche se il minore esprime il proprio consenso ad essere portato via, ed anche se il genitore dimostra di essere titolare della potestà, ciò non giustifica l'atto di sottrazione. Se, d'altro canto, il minore dovesse rifiutarsi di agire in combutta con l'adulto, il consenso di questi sarebbe insufficiente per discolparsi davanti alla legge.
- Bride kidnapping è un termine utilizzato nei paesi anglosassoni, per includere qualsiasi sottrazione di persone, anche adulte, realizzate contro la loro volontà, specialmente in vista di matrimoni. Si tratta di un comportamento spesso riscontrato presso le popolazioni nomadi dell'Asia Centrale. Recentemente, dopo la caduta della dittatura comunista, è riemersa in alcuni paesi come il Kirghizistan in concomitanza con le rivendicazioni per i diritti delle donne[2].
- Express kidnapping è un tipo di sottrazione frequente in molti paesi dell'America Latina[3], al fine di ottenere un riscatto che può essere facilmente riscosso.
- Tiger kidnapping consiste nel prendere una persona in ostaggio in vista del compimento di un successivo reato, per esempio il rapimento di un minore al fine di indurre il commerciante ad aprire la cassaforte. Il termine deriva dall'osservazione dell'omonimo felino nei confronti della propria preda.

## Criminalistica
Solamente in Iraq nel 2007 risultavano circa millecinquecento minori scomparsi. Nel 2004, il primato apparteneva al Messico, mentre nel 2001 alla Colombia. Complessivamente nel resto del mondo si registrano in media 12500-25500 scomparse all'anno rispetto ai 3600 in Colombia e ai 3000 in Messico avvenute nel 2000.
Comunque nel 2006, il numero di sottrazioni in Colombia è diminuito di 687 unità e le statistiche continuano a registrare progressi.
In Messico non sempre è agevole rilevare dati precisi a causa del sospetto coinvolgimento delle forze di polizia nei procedimenti
Nel 2009 il Los Angeles Times definì la capitale dell'Arizona, Phoenix, come la capitale dei rapimenti, registrando un centinaio di casi all'anno di richieste di riscatto, virtualmente tutti correlati con il traffico di droga e di esseri umani in Messico
Negli Stati Uniti, 203,900 minori risultano vittime di sottrazioni e 58200 quelli commessi al di fuori della famiglia. Di questi solo 115 sono risultati rientranti in categorie omogenee del reato.
In passato, in alcune parti del mondo, ad esempio in Sudan, i rapimenti erano spesso usati per ridurre in schiavitù le persone. In tempi più recenti, in estremo oriente, le persone sono reclutate come ciurma per il traffico di mercantile. In questi casi i rapimenti sono correlati agli episodi di pirateria. Si stima che nei primi mesi del 2009 661 marinai siano stati rapiti per comporre l'equipaggio delle navi
Si stima un introito pari a cinquecento milioni di dollari all'anno provenienti dai riscatti dei sequestri da parte delle organizzazioni criminali. Alcuni autori indicano nel tiger kidnapping come il metodo a cui ricorrono più spesso le organizzazioni terroristiche.